# Traditionele Ashantigebouwen
De Traditionele Ashantigebouwen bestaat uit een groep van dertien gebouwen rondom Kumasi, de hoofdstad van het voormalig Ashantikoninkrijk. Deze staan sinds 1980 op de Werelderfgoedlijst van UNESCO. Tien van de gebouwen hebben een religieuze functie. Het zijn de laatste overblijfselen van de Ashantiarchitectuur. Tijdens de Britse koloniale overheersing van 1806 tot 1901 werden de meeste Ashantibouwwerken verwoest.
De gebouwen zijn opgetrokken met een skelet van hout of bamboe en afgewerkt met pleisterwerk van klei. Ze hebben daken van stro. De gebouwen zijn steeds rond een binnenplaats gebouwd. Het pleisterwerk is voorzien van reliëfs, vaak met Adrinkasymbolen.

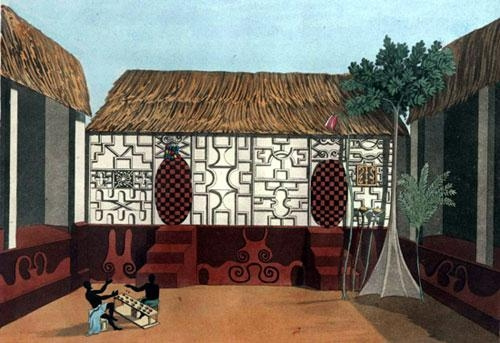
Ashantiarchitectuur op een schilderij uit 1817

Forten en kastelen, Volta, Groot-Accra en de centrale en westelijke regio's · Traditionele Ashantigebouwen